# Baron Glendevon

Wappen der Barone Glendevon

Baron Glendevon, of Midhope in the Linlithgowshire, ist ein erblicher britischer Adelstitel in der Peerage of the United Kingdom.

## Verleihung
Der Titel wurde am 16. Juli 1964 für den konservativen Unterhausabgeordneten Lord John Hope, den jüngeren Zwilllingssohn des Victor Hope, 2. Marquess of Linlithgow, geschaffen. Heutiger Titelinhaber ist seit 2009 dessen jüngerer Sohn als 3. Baron.

## Liste der Barone Glendevon (1964)
- John Adrian Louis Hope, 1. Baron Glendevon (1912–1996)
- Julian John Somerset Hope, 2. Baron Glendevon (1950–2009)
- Jonathan Charles Hope, 3. Baron Glendevon (* 1952)

Aktuell exitistiert kein Titelerbe.